# Brent Jones
Brent Michael Jones (Santa Clara, 12 febbraio 1963) è un ex giocatore di football americano statunitense che ha giocato nel ruolo di tight per tutta la carriera con i San Francisco 49ers dnella National Football League (NFL). Fu scelto nel corso del quinto giro (° assoluto) del Draft NFL 1986 dai Pittsburgh Steelers. Al college ha giocato a football alla Santa Clara University.

## Carriera professionistica
Jones fu scelto nel quinto giro del draft 1986 dai Pittsburgh Steelers. Cinque giorni dopo essere stato selezionato subì un incidente d'auto che lo infortunò al collo. Gli Steelers lo tennero nel loro roster per il primo mese di stagione regolare, non rinnovandogli il contratto la stagione successiva e permettendogli di firmare coi 49ers per giocare come riserva. Jones divenne titolare nella stagione 1989, dopo il ritiro di John Frank. Con Niners Jones vinse tre titoli, nel 1989, 1990 e 1994. Fu convocato per quattro Pro Bowl e inserito tre volte nella formazione ideale della stagione All-Pro. Si ritirò dopo la stagione 1997.

## Vittorie e premi
- Super Bowl : 3 Vittorie del Super Bowl (XXIII, XXIV, XXIX)
- (4) Pro Bowl (1992, 1993, 1994, 1995)
- (3) All-Pro (1992, 1993, 1994)
- College Football Hall of Fame

## Statistiche
| Ricezioni     | 417   |
| Yard ricevute | 5.195 |
| Touchdown     | 33    |